# Drusilla (figlia di Agrippa I)
Drusilla (38 – 79) è stata la terza figlia di Erode Agrippa I di Giudea e della principessa Cipro, sorella di Erode Agrippa II, di Giulia Berenice e di Mariamne.
A sei anni, poco prima della morte del padre, venne fidanzata ad Antioco Epifane, figlio di Antioco IV di Commagene, con la promessa che lo sposo si sarebbe convertito, con le nozze, alla religione ebraica. Quando però questo rifiutò, il fidanzamento venne sciolto e Drusilla venne fatta sposare attorno al 52 a Gaio Giulio Azizo, re di Emesa, che accettò la circoncisione e la conversione alla religione ebraica. Dopo poco più di un anno di matrimonio Drusilla scappò alla corte del procuratore di Giudea, Marco Antonio Felice, che sposò di lì a poco.
Stando ai racconti di Giuseppe Flavio, il procuratore Felice si sarebbe giovato del mago Simone di Cipro per convincere Drusilla a seguirlo a Cesarea, che abbandonò così il marito e una più importante alleanza dinastica.

Attorno al 58, quando l'apostolo Paolo venne portato a giudizio davanti a Felice, Drusilla era presente al colloquio fra l'accusato e il marito; probabilmente nel 60 ritornò a Roma assieme al marito, alla fine del suo governatorato in Giudea. Sempre secondo lo storico Flavio Giuseppe  Drusilla morì durante l'eruzione del Vesuvio nell'agosto del 79 assieme al figlio Agrippa, nato dal matrimonio col procuratore Antonio Felice; la notizia tuttavia non è certa perché la lettura del passo è ambigua, con Agrippa che potrebbe essere morto assieme alla propria moglie.